# Малоникольское
Малоникольское — село в Чулымском районе Новосибирской области. Входит в состав Большеникольского сельсовета.

## География
Площадь села — 69 гектаров.

## Население
| 1926 | 2002 | 2007 | 2010 |
| ---- | ---- | ---- | ---- |
| 1253 | ↘97  | ↘76  | ↘71  |

## Инфраструктура
В селе по данным на 2007 год отсутствует социальная инфраструктура.